# История Западной Африки
История Западной Африки делится на 5 основных этапов:
1. Доисторическая эпоха (12000 г. до н. э. — 800 г. н. э.). В этот период в Западную Африку прибывают первые поселенцы, которые осваивают сельское хозяйство, а затем начинают контактировать с находящимися к северу цивилизациями Средиземноморья.
2. Появление первых государств (800—1500 гг.), которые постепенно поставили под свой контроль торговлю в регионе. Начало распространения ислама в Западной Африке.
3. Начало европейской колонизации (1500 г. — 2 пол. XIX века.). В этот период европейские государства (в основном Великобритания и Франция) постепенно захватывают всё западноафриканское побережье.
4. Колониальный период (2 пол. XIX века — сер. XX века), в который Великобритания и Франция захватили почти весь регион.
5. Деколонизация (с сер. XX века). Период обретения африканскими государствами независимости и их современная история.

## Доисторическая эпоха
В результате археологических раскопок в пещере Меджиро были обнаружены следы пребывания первых людей-поселенцев, прибывших в Западную Африку около 12 000 лет до н. э. Многочисленные микролиты были найдены в области саванны, где существовали скотоводческие племена, использовавшие в качестве орудий труда каменные отщепы и копья. Жители побережья Гвинейского залива, где распространены влажные тропические леса, не умели изготавливать микролиты, используя вместо них костяные орудия. В пятом тысячелетии до н. э. предки современных западноафриканских народов заселили регион. Началось развитие оседлого сельского хозяйства, о чём свидетельствует одомашнивание крупного рогатого скота, наряду с ограниченным набором зерновых культур. Около 3000 лет до н. э. микролиты распространяются почти по всему региону Сахель, появляются первые примитивные гарпуны и рыболовные крючки.
В связи с изменением климата на территории значительной части Западной Африки в третьем тысячелетии до н. э. (окончание неолитического субплювиала) начался процесс опустынивания, что привело к миграциям скотоводческого населения саванны на юг. В районе Гвинеи скотоводы столкнулись с местным населением — охотниками-собирателями, использовавшими в качестве орудий труда микролиты. В этом регионе кремень был более доступным, что и делало охоту основным средством добычи пищи, но в то же время затормаживало процесс неолитической революции, уже произошедшей на севере Западной Африки.
Около 1200 г. до н. э. на юге Западной Африки началось развитие чёрной металлургии, из железа начали изготавливать более качественные орудия труда и оружие. Это позволило земледельцам увеличить производительность сельского хозяйства, появились излишки продуктов. Это, в свою очередь, дало толчок товарному обмену между различными племенами, торговле, начался медленный процесс расслоения первобытного общества. Появились первые города-государства, где сконцентрировалось окрестное ремесленное население и зарождающаяся знать.
Около 400 г. до н. э. между западноафриканскими народами и цивилизациями Средиземноморья (в основном с Карфагеном) установились торговые контакты. Как отмечал древнегреческий историк Геродот, торговля между ними осуществлялась посредством кочевников-гарамантов. Слова историка подтверждают находки средиземноморских товаров на севере Нигерии. Расцвет транссахарской торговли произошёл после одомашнивания верблюда. Народы Западной Африки экспортировали золото, хлопковые ткани, металлические украшения, изделия из кожи, обменивая эти товары на медь, лошадей, ткани и украшения. Позднее предметами торговли стали также слоновая кость и рабы.

## Западноафриканские государства
До прибытия европейцев в Западной Африке существовали значимые государства, такие как Гана, Мали и Сонгай.

### Империя Гана

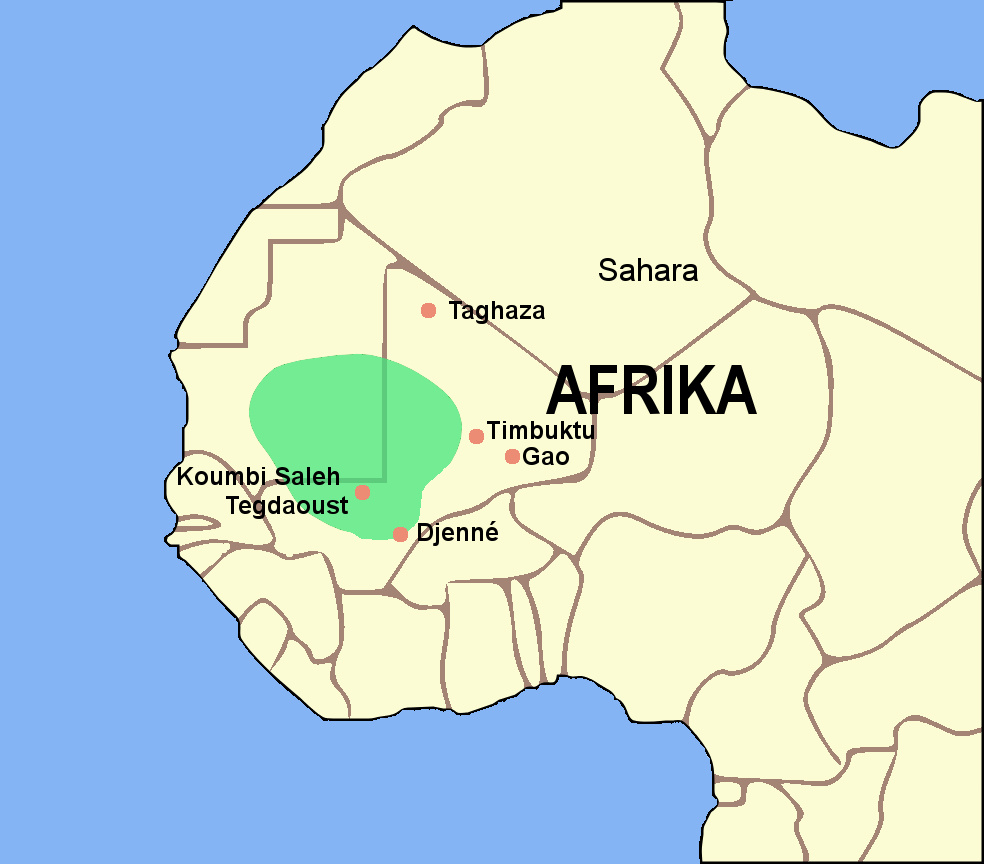
Империя Гана в эпоху расцвета

Империя Гана основана народом сонинке языковой группы манде на базе более древнего государственного образования, созданного берберами, сам народ сонике называл своё государство «Вагаду» (это название известно из устных преданий).
Традиционно временем рождения древней Ганы называют VIII век н. э., однако современные исследователи допускают, что государство сложилось в VI веке.
После вторжения арабов на юг Марокко, в 734 г. они предприняли поход против Ганы. Из этого похода они привозят, по словам ал-Хакама (IX в.), «значительное количество золота».
Около 990 года Гана захватила оазис Аудагост. Однако процветание Ганы длилось почти два столетия: приблизительно с середины IX по середину XI в. Подъём начался, когда племя сонинке оттеснило от власти берберов.
Конец благоденствию империи в 1076 году положили Альморавиды — движение берберских племён, разрушившие столицу страны Кумби. Берберы удерживали власть до 1087 г. После этого государство Гана стало клониться к упадку, в том числе из-за изменения маршрутов торговых караванов, а её территория стала местом межплеменных усобиц. В 1203 г. страна подверглась нападению племен сосо.
В хрониках «Тарих ал-Фатташ» и «Тарих ас-Судан» упоминаются могущественная царская династии Кайамага. Двадцать её властителей правили до хиджры и двадцать после.

### Империя Мали

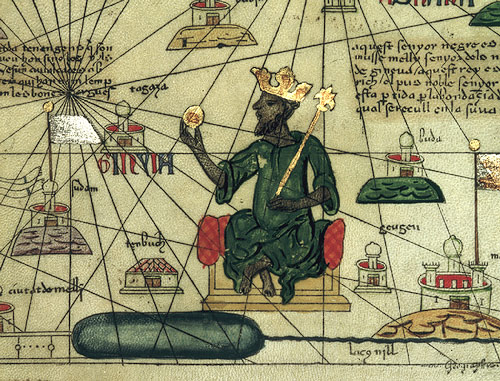
Манса Муса — наиболее известный правитель Мали (1307/12—1332/37). Изображение из Каталонского атласа (1375).

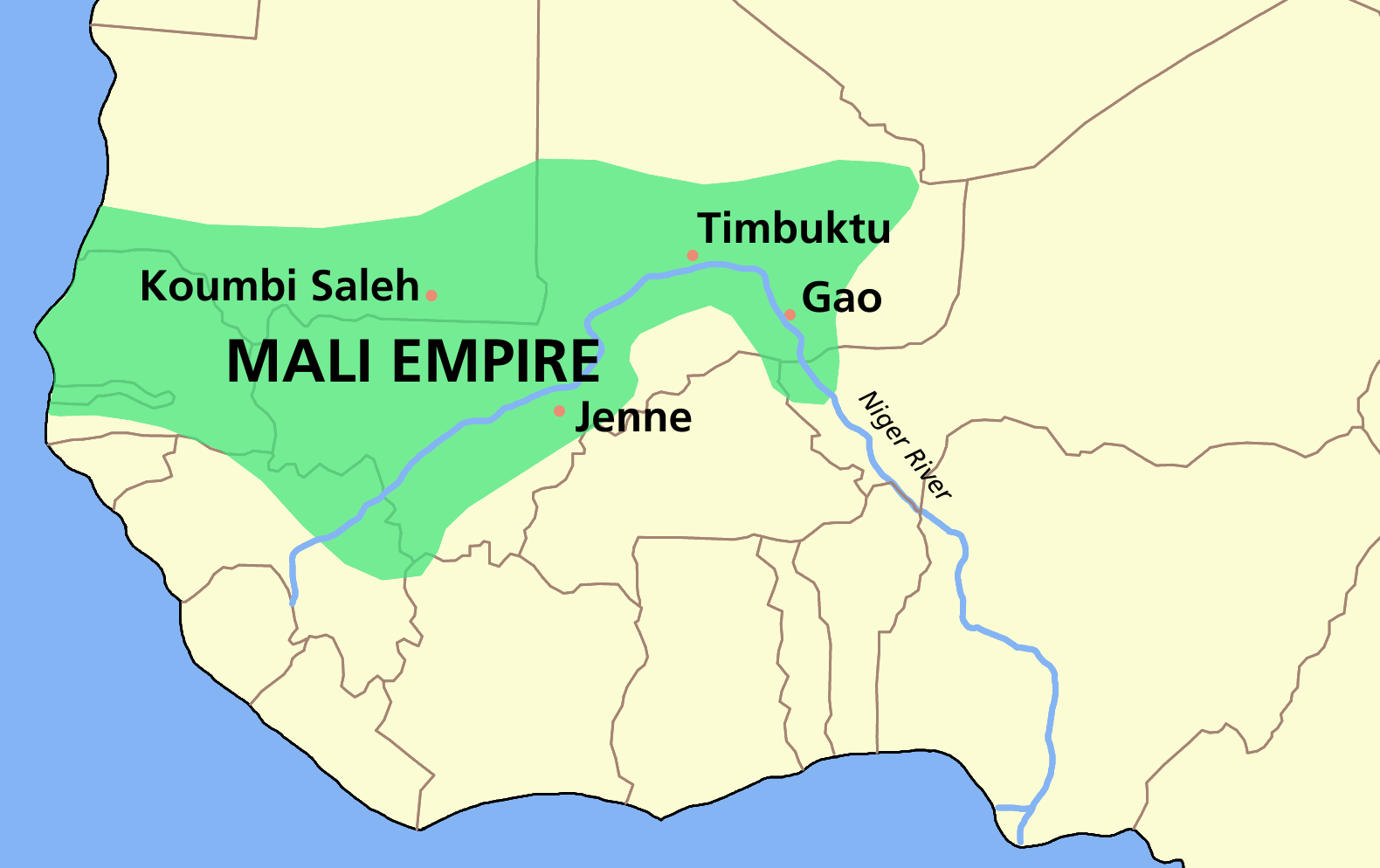
Империя Мали в 1350 году

Первоначально Мали было небольшим царством в верховьях Нигера, по соседству с Каниага — крупным государством народа сосо. Именно поражение сосо от царя Сундиаты Кейта в битве при Кирине, произошедшей в начале XIII века, положило начало Мали как империи. Считается, что основатель Мали правил 1230 по 1255 годы, но порой указываются и другие даты. Одним из ценнейших завоеваний этого правителя были золотоносные районы Бамбука, положившие крепкую основу под финансовое благосостояние государства. Наибольшего влияния империя достигла при Мансе Мусе (1312—1337). Он широко известен как по народным преданиям, так и по историческим источникам за пределами Мали, так как произвёл большое впечатление на Ближний Восток и Европу, совершив хадж с огромной свитой, одаривая по пути мусульманских правителей. К концу XIV века Мали начинает терять влияние из-за внутренних усобиц, от империи отпадает Гао, который становится центром зарождения другого великого государства Западного Судана — Сонгай. С начала XV века Сонгай теснит Мали, и к середине его становится главенствующим государством в регионе. От когда-то могучей империи осталось лишь небольшое государство, включавшее запад внутренней дельты Нигера и провинции на побережье Атлантического океана.

### Империя Сонгай

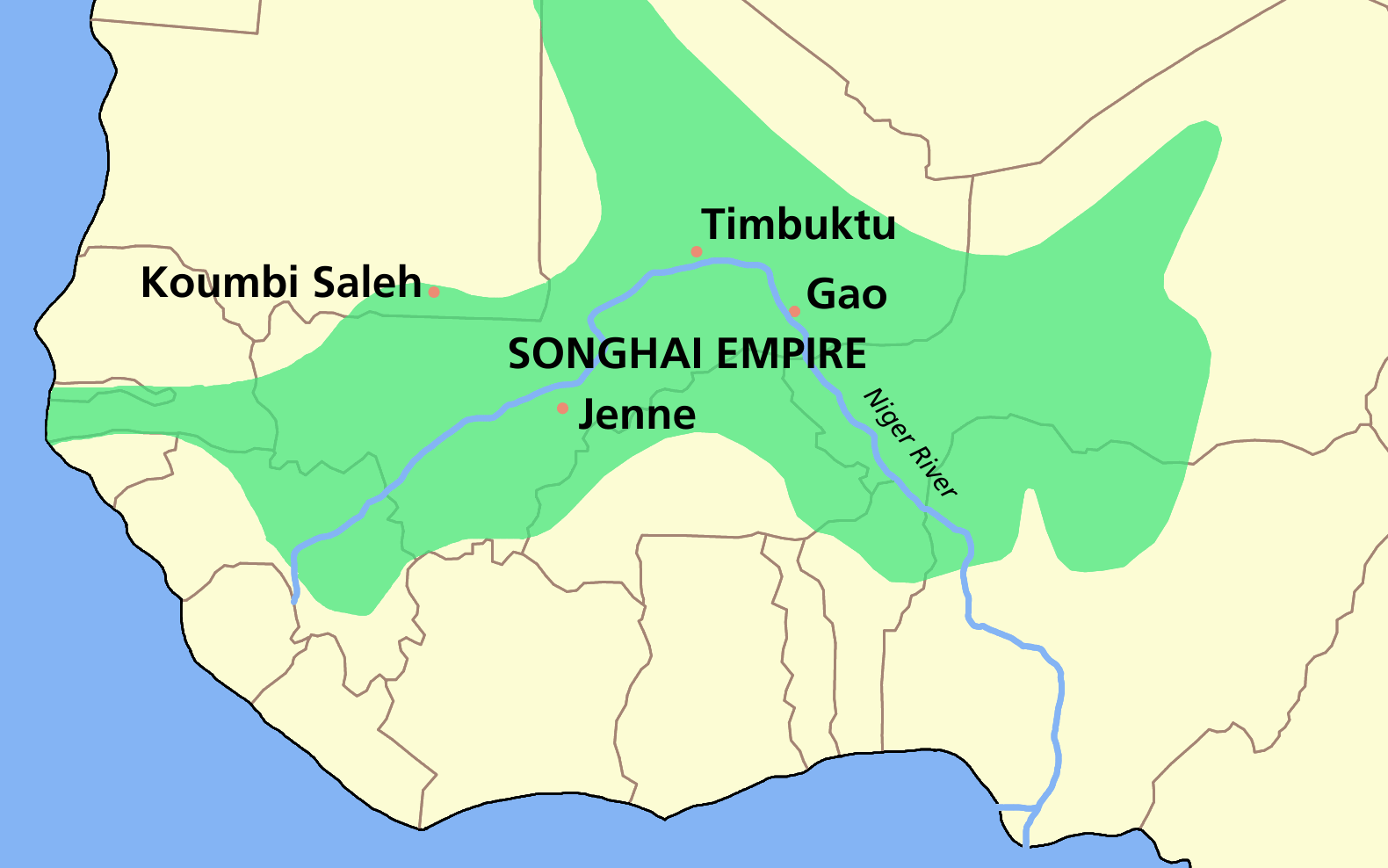
Империя Сонгай в 1500 году

Основанием империи Сонгай послужило небольшое царство, существовавшее по легендарным сведениям с IX века в области Гао. В XI веке местный правитель принял ислам и на протяжении последующих 300 лет его преемникам удалось распространить свою власть на большую часть территории современного Мали.
Создателем Сонгайской империи выступил Сонни Али, который между 1462 и 1492 гг. значительно расширил границы государства, после семилетней осады овладел Дженне и выбил туарегов из Томбукту.
Его сын не мог поддержать равновесия между интересами скотоводов-язычников и исламского купечества и был свергнут в 1493 г. Мохаммедом Аскией, во время долгого правления которого (1493—1528) империя достигла вершины своего могущества.
Династия его потомков, которые носили титул аския, оставалась на престоле до нашествия оснащённых огнестрельным оружием войск Джудар-паши в 1591 году, результатом которого стало подчинение сонгаев марокканскому султану Ахмаду аль-Мансуру.

## Деколонизация
После Второй мировой войны стали возникать протесты против европейского правления в Западной Африке, главным образом в Гане, под руководством сторонника панафриканизма Кваме Нкруме (1909—1972). Гана стала первой страной к югу от Сахары Африке, добившейся независимости в 1957 году; вскоре последовали другие. После десятилетий протестов, беспорядков и столкновений, Французская Западная Африка проголосовала за автономию в референдуме 1958 года, разделив в регион на современные страны. Британские колонии получили автономию в следующем десятилетии. В 1973 году Гвинея-Бисау провозгласила свою независимость от Португалии, и получила международное признание после 1974 революции гвоздик в Португалии.

## Постколониальный период
С момента обретения независимости Западная Африка страдает от тех же проблем, что и остальной африканский континент, в частности, диктатуры, политической коррупции и военных переворотов. Например, диктатор Того Эйадема, Гнассингбе на момент смерти (в 2005 году), был одним из самых продолжительно правивших диктаторов мира. Внутри страны конфликтов было немного; почти бескровная Агашерская война между с Мали и Буркина-Фасо является редким исключением. Регион, однако, видел многочисленные кровавые гражданские войны, в том числе нигерийскую гражданскую войну (1967—1970), две гражданских войны в Либерии в 1989 и 1999 годах, десятилетия боевых действий в Сьерра-Леоне с 1991—2002, восстание туарегов в Нигере и Мали в начале 1990-х, и продолжающийся до сих пор конфликт в Кот-д’Ивуаре, который начался в 2002 году.
В 1990-х годов СПИД стал серьёзной проблемой для региона, в частности в Кот-д’Ивуаре, Либерии и Нигерии.
Голод был эпизодической, но серьёзной проблемой в северных районах Мали и Нигера, особенно во время засухи Сахель в 1970-х и 80-х годов. Нигер в настоящее время переживает ещё один продовольственный кризис, который может перерасти в очередной крупный массовый голод.